# Auerlita
La Auerlita es una rara variedad de mineral de Carolina del norte extraordinariamente rico en torio, que recibió su nombre en honor a Carl Auer von Welsbach, el inventor del manguito para gas incandescente  Welsbach. Se considera como una variedad fosforosa de la torita .

## Descripción
Fue descrito originalmente como silico-fosfato de torio hidratado ThO2(SiO2,⅓P2O5)+2H2O, i.e. torita en la que parte del sílice es reemplazado por ácido fosfórico. Los cristales son tetragonales, de un color amarillo-limón a marrón-rojo, y de sub-translúcido a opaco. El mineral es muy quebradizo; su dureza es de 2.5 a 3, y su gravedad específica de 4.422 a 4.766, teniendo los cristales más oscuros la densidad más alta.
| H2O   | CO2  | SiO2 | P2O5 | ThO2  | Fe2O3 | CaO  | MgO  | A el2O3 | Total |
| 10.21 | 1.00 | 7.64 | 7.46 | 70.13 | 1.38  | 0.49 | 0.29 | 1.10    | 99.70 |

## Ubicaciones
Hasta ahora, este mineral solo se ha encontrado en dos únicos lugares del Condado de Henderson, Carolina del  norte, es decir, en la mina Freeman, y en el territorio de Price (Price land), 3 millas (4.8 km) al suroeste. En ambos lugares se encuentra con roca granítica o gneísica desintegrada, íntimamente asociado con cristales de circonio, en los que a menudo está implantado.

## Etimología
Su descubrimiento se produjo mientras se buscaba el mineral de circonio necesario para poder suministrar la demanda causada por la invención del sistema de alumbrado incandescente de gas de Carl Auer von Welsbach, por lo que los autores de la descripción original propusieron denominarlo Auerlita en su honor.